# Камилухский сельсовет
Камилухский сельсовет — административно-территориальная единица и муниципальное образование со статусом сельского поселения в Тляратинском районе Дагестана Российской Федерации.
Административный центр — село Камилух.

## Население
| 2002  | 2010  | 2012  | 2013  | 2014  | 2015  | 2016  |
| ----- | ----- | ----- | ----- | ----- | ----- | ----- |
| 1660  | ↘1656 | ↘1653 | ↗1665 | ↗1692 | ↗1720 | ↗1746 |
| 2017  | 2018  | 2019  | 2020  | 2021  | 2023  | 2024  |
| ↗1768 | ↗1816 | ↗1829 | ↗1856 | ↗1924 | ↗1959 | ↗1977 |
| 2025  |       |       |       |       |       |       |
| ↗2005 |       |       |       |       |       |       |

## Состав
| № | Населённый пункт | Тип населённого пункта       | Население |
| - | ---------------- | ---------------------------- | --------- |
| 1 | Генеколоб        | село                         | ↗833      |
| 2 | Камилух          | село, административный центр | ↗1091     |